# Hildegarde Švarce
Hildegarde Švarce-Gešela (ur. 29 września 1907 w Mitawie, zm. 4 grudnia 1944 w Heilbronn) – łotewska łyżwiarka figurowa, startująca w parach sportowych z mężem Eduardsem Gešelsem. Uczestniczka igrzysk olimpijskich (1936) oraz 9-krotna mistrzyni Łotwy (1931, 1933–1940).
Pod koniec II wojny światowej udała się do Niemiec, gdzie zginęła w trakcie nalotu.

## Osiągnięcia
Z Eduardsem Gešelsem
| Zawody               | 1931           | 1932           | 1933           | 1934           | 1935           | 1936           | 1937           | 1938           | 1939           | 1940           |                |                |                |                |                |                |                |
| Międzynarodowe       | Międzynarodowe | Międzynarodowe | Międzynarodowe | Międzynarodowe | Międzynarodowe | Międzynarodowe | Międzynarodowe | Międzynarodowe | Międzynarodowe | Międzynarodowe | Międzynarodowe | Międzynarodowe | Międzynarodowe | Międzynarodowe | Międzynarodowe | Międzynarodowe | Międzynarodowe |
| -------------------- | -------------- | -------------- | -------------- | -------------- | -------------- | -------------- | -------------- | -------------- | -------------- | -------------- | -------------- | -------------- | -------------- | -------------- | -------------- | -------------- | -------------- |
| Igrzyska olimpijskie |                |                |                |                |                | 17             |                |                |                |                |                |                |                |                |                |                |                |
| Mistrzostwa Europy   |                |                |                |                |                | 9              |                |                |                |                |                |                |                |                |                |                |                |
| Krajowe              |                |                |                |                |                |                |                |                |                |                |                |                |                |                |                |                |                |
| Mistrzostwa Łotwy    | 1              |                | 1              | 1              | 1              | 1              | 1              | 1              | 1              | 1              |                |                |                |                |                |                |                |